# Francis Wey
Francis Wey, né le 12 août 1812 à Besançon et mort le 9 mars 1882 à Paris, est un archiviste, écrivain et historien français.

## Biographie
Né dans une famille de négociants d’origine allemande, Wey part à Paris en 1830, il y passe son baccalauréat en 1833. Recommandé par Charles Weiss, il découvre l'Arsenal de Charles Nodier, il rencontre Gustave Fallot, Victor Hugo, Gérard de Nerval et Théophile Gautier.
Ayant obtenu le diplôme d'archiviste-paléographe à l’École nationale des chartes en 1837, Wey reste sans emploi jusqu’en 1853, année où il est nommé inspecteur des Archives départementales.
Il doit donc vivre de sa plume même si son mariage, le 8 juillet 1841, avec Floresca Bévalet, qu’il appellera toujours Marie, lui apporte des ressources. Il est membre de la Société héliographique.
En 1853, il regrette le manque de suite de la Mission héliographique, campagne photographique des monuments historiques. On doit à Wey, l'un des premiers critiques de la photographie, une page acérée contre l’indiscrète prolifération de détails des portraits daguerréotypes. Dans sa « Théorie du portrait » publiée en 1851 dans le premier périodique consacré à la photographie, La Lumière, Wey présente un scénario composé de corps coupés en morceaux, ou bien de trop de choses à voir, trop d’objets, trop de rides, trop de traits qui distraient et semblent effacer l’unité d’un corps : « […] Les détails risqués, plus ils sont scintillants et minutieux, plus il [le daguerréotype] les accuse, il les reproduit avec vivacité. Si bien que la tête, sujet principal, s’efface, se ternit, perd son intérêt, son unité, et tout miroite, sans que l’attention soit concentrée nulle part »,.
Il est photographié par Nadar, lithographié par Benjamin Roubaud et peint par Gustave Courbet, avec lequel il était lié.  Jules Clément Chaplain produit également son portrait en médaillon de bronze, à la villa Medicis de Rome en 1865.
Il est inhumé au cimetière du Montparnasse, dans la 13e division.

### Journal de Delacroix
À propos de Achille-Jacques Fédel

« 27 août [1855] : Le soir, je vais voir l'exposition de l'école de dessin de Lequien fils. J'y trouve Wey (2) et ses fils ; il me promet de me donner le dessin de Fedel (sic), d'après moi, fait il y a une quarantaine d'années et si remarquable. Wey me dit que c'est la seule chose remarquable faite d'après moi. »

—  Le Journal de Delacroix, Paris, Plon, 1895, tome 3, p. 68.

## Œuvres
- Vie de Charles Nodier, de l'Académie française, Paris, Techener, 1844, 56 p
- Remarques sur la langue française au dix-neuvième siècle, sur le style et la composition littéraire, Paris, Firmin-Didot frères, 1845, 2 vol.
- Histoire des révolutions du langage en France, Paris, Firmin-Didot frères, 1848, 560 p.
- Manuel des droits et des devoirs. Dictionnaire démocratique, Paris, Paulin et Le Chevalier, 1848, XV-496 p.[5].
- Stella : comédie en quatre actes, Paris, D. Giraud et J. Dagneau, 1852, XVI-75 p. - pièce créée à Paris, Comédie-Française, 24 septembre 1852 (Lire en ligne).
- « Comment le soleil est devenu peintre : Histoire du daguerréotype et de la photographie », Le Musée des Familles, 20 juillet 1853, p. 259.
- Les Anglais chez eux. Esquisses de mœurs et de voyage, Paris, D. Giraud, 1854 (Lire en ligne).
- Londres il y a cent ans, Paris, Michel Lévy frères, 1859, 291 p.
- Dick Moon en France. Journal d'un Anglais de Paris, Paris, Louis Hachette, 1862, XI-443 p.
- La Haute-Savoie. Récits de voyage et d'histoire, Paris, Louis Hachette, VIII-504 p.VIII-504 p. 1865 (Lire en ligne).
- Exposition des œuvres d'Hippolyte Bellangé à École impériale des beaux-arts. Étude biographique, Paris, Siège de l'Association, 1867, 72 p.
- Chronique du Siège de Paris (1870-1871), Paris, Louis Hachette, 1871, 448 p. (Lire en ligne).
- Rome. Descriptions et souvenirs, Paris, Hachette, 1872 (4ème édition augmentée de 1880 en ligne)[6],[7].
- (it) I Musei del Vaticano, Milan, fratelli Treves (coll. « Biblioteca di viaggi », no  19), 1874, 12-228 p.
- avec Victor-Adolphe Malte-Brun : Le Nord et la Picardie vus au milieu du XIXe siècle, Paris, Éditions Errance, 1982 : fac-similé d'extraits de Les Français peints par eux-mêmes, Paris, L. Curmer, 1842, et de La France illustrée, Paris, G. Barba, 1853.
- Notre maître-peintre Gustave Courbet, introduction et notes de Frédérique Desbuissons, La Rochelle, Rumeur des âges, 2007, 53 p.[8].